# Rana cordofana
Rana cordofana là một loài ếch trong họ Ranidae. Chúng là loài đặc hữu của Sudan.
Các môi trường sống tự nhiên của chúng là đầm nước ngọt và đầm nước ngọt có nước theo mùa.